# Награда Звонимир Шубић

Награда Звонимир Шубић је књижевна награда за најбољу необјављену приповијетку коју додјељује Српско просвјетно и културно и друштво Просвјета, у оквиру конкурса културне манифестације Стопама Луке Милованова Георгијевића која се одржава сваке године у Сребреници, у БиХ. Прва манифестација одржана је 2019. године.
Пригодом ове манифестације додјељују се награде за најбољу необјављену приповијетку (књижевна награда Звонимир Шубић), есеј и поезију (награда Лука Милованов Георгијевић), новински прилог (награда Бошко Миловановић) и литерарну награду за ученике (награда Живан Јовановић).
Први добитник ове награде је био Иво О. Андрић из Сребренице за причу Крајпуташ оснивачу народне... 2020. године, а други добитник, слиједеће, 2021. године, био је Алекса Ђукановић из Београда за приповијетку Пали инквизитор.

## Лауреати
| Година | Лауреат                   | Награђено дело                |
| ------ | ------------------------- | ----------------------------- |
| 2020.  | Иво О. Андрић             | Крајпуташ оснивачу народне... |
| 2021.  | Алекса Ђукановић          | Пали инквизитор               |
| 2022.  | Јелена Калајџија          | Покушај риболова              |
| 2023.  | Александар М. Арсенијевић | Отац се враћа у мир           |
| 2024.  |                           |                               |
| 2025.  |                           |                               |